# Hermann Wedding
Hermann Wedding (* 9. März 1834 in Berlin; † 6. Mai 1908 in Düsseldorf) war ein deutscher Metallurg und Professor für Eisenhüttenkunde an der Königlichen Bergakademie und Königlichen Technischen Hochschule zu Berlin.

## Leben
Wedding, Sohn des Direktors der Staatsdruckerei Johann Wilhelm Wedding, besuchte bis 1853 das Gymnasium zum grauen Kloster in Berlin. Nachdem er praktische Erfahrungen auf der Königlichen Eisenhütte in Malapane gesammelt hatte, studierte Wedding an der Freiberger und Berliner Bergakademie. Während des Studiums unternahm er im August und September 1858 eine Studienreise zu Bergwerken und Betrieben der Montanindustrie im Saarland und Ruhrgebiet. 1859 wurde Wedding mit einer Arbeit über die Lava des Vesuvs promoviert. Als Referendar der preußischen Bergverwaltung besuchte er – auf Staatskosten – 1860 und 1862 Eisenhütten und Stahlwerke in Belgien und Großbritannien, aber auch die Weltausstellung 1862 in London. Über seine Reisen machte sich Wedding Notizen in Form von Reisetagebüchern, die heute zu den Beständen der Eisenbibliothek gehören.
1863 wurde Hermann Wedding zunächst vertretungsweise an die Berliner Bergakademie berufen, 1867 dann als Professor für Eisenhüttenkunde an die Berliner Gewerbeakademie, die 1879 mit der Bauakademie zur Königlichen Technischen Hochschule fusioniert wurde. Neben Adolf Martens war Hermann Wedding einer der wenigen Hüttenkundler, der schon vor 1900 zur Untersuchung von Eisen- und Stahlprodukten auf die Methoden der mikroskopischen Metallographie setzte. Dies ist in mehreren Aufsätzen in der Zeitschrift Stahl und Eisen aus den 1880er Jahren dokumentiert. Wedding war als Herausgeber am Handbuch der Eisenhüttenkunde beteiligt, aus seiner Feder stammt u. a. der Grundriß der Eisenhüttenkunde, auf den sich Apollon Mevius bei der Abfassung seines russischen Lehrbuchs der Eisenhüttenkunde stützte.

## Ehrungen und Mitgliedschaften
- Mitglied des Kaiserlichen Patentamtes
- Ehrenmitglied des Akademischen Vereins Hütte
- Ehrenmitglied des Vereins Deutscher Eisenhüttenleute
- Ehrenmitglied des American Institute of Mining Engineers
- Inhaber der goldenen Bessermer-Medaille
- Inhaber der goldenen Denkmünze des Vereins zur Beförderung des Gewerbefleißes

## Werke (Auswahl)
- Über die Freiberger Hütten ..., 1856–1857, Digitalisat auf e-codices.
- Reise durch Thüringen, Bayern, Saarbrücken, Lothringen, Rhein, Westphalen, 1858, Digitalisat auf e-codices.
- Metallurgisches Reisetagebuch durch Deutschland, Belgien und England, 1860–1862, Digitalisat auf e-codices.
- Die Darstellung des schmiedbaren Eisens in praktischer und theoretischer Beziehung, Vieweg, Braunschweig, 1875 und 1884.
- Grundriß der Eisenhüttenkunde, Ernst, Berlin, 2. Aufl. 1880.
- Aufgaben der Gegenwart im Gebiete der Eisenhüttenkunde, Vieweg, Braunschweig, 1888.
- Grundriß der Eisenhüttenkunde, Ernst, Berlin, 4. Aufl. 1901.
- Das Eisenhüttenwesen erläutert in acht Vorträgen, Teubner, Leipzig, 2. Aufl. 1904.
- Das Eisenhüttenwesen erläutert in acht Vorträgen, Teubner, Leipzig, 3. Aufl. 1908, Digitalisat der Universitäts- und Landesbibliothek Düsseldorf.